# 브리안 오비에도
브리안 호수에 오비에도 히메네스(스페인어: Bryan Josué Oviedo Jiménez, 1990년 2월 18일 ~ )는 코스타리카의 축구 선수로 현재 미국 MLS의 레알 솔트레이크에서 수비수 겸 미드필더로 활동 중이다.

## 수상

### 클럽
FC 코펜하겐
- 덴마크 수페르리가 : 우승 (2009-10, 2021-22), 준우승 (2011-12, 2019-20), 3위 (2020-21)
- 덴마크컵 : 우승 (2011-12)

 FC 노르셸란
- 덴마크컵 : 우승 (2010-11)

 에버턴 FC
- 잉글랜드 FA컵 : 4강 (2015-16)
- EFL컵 : 4강 (2015-16)

 선덜랜드 AFC
- EFL 트로피 : 준우승 (2018-19)

### 국가대표팀
코스타리카 U-20
- CONCACAF U-20 축구 선수권 대회 : 우승 (2009)

 코스타리카
- 코파 센트로아메리카나 : 준우승 (2011)
- CONCACAF 골드컵 : 4강 (2017)

### 개인
- 덴마크컵 올해의 선수 : 2011-12